# Димитровград (община, Болгария)
Димитровград (болг. Община Димитровград) — община в Болгарии. Входит в состав Хасковской области. Население составляет 68 314 человека (на 21.07.05 г.).
Административный центр общины в городе Димитровград.
Площадь территории общины 567,6 км²:
- 416,6 км² (73,39 %) — сельскохозяйственные угодья;
- 44,73 км² (7,88 %) — площадь населённых пунктов
- 15,98 км² (2,81 %) — водоёмы.

На севере граничит с общинами Чирпан и Опан (Старозагорская область), на востоке — с общиной Симеоновград, на юге — с общинами Хасково и Минерални-Бани, а на западе — с общиной Первомай (Пловдивская область).

## Политическая ситуация
Кмет (мэр) общины Димитровград — Стефан Димитров Димитров (коалиция партий: Союз свободной демократии (ССД), Земледельческий народный союз (ЗНС), Болгарская рабочая социал-демократическая партия (БСДП), «Новые лидеры» (НЛ)) по результатам выборов.

## Состав общины
В состав общины входят следующие населённые пункты:
1. Бодрово
2. Брод
3. Бряст
4. Великан
5. Воден
6. Вырбица
7. Голямо-Асеново
8. Горски-Извор
9. Димитровград
10. Длыгнево
11. Добрич
12. Долно-Белево
13. Здравец
14. Златополе
15. Каснаково
16. Крепост
17. Крум
18. Малко-Асеново
19. Меричлери
20. Радиево
21. Райново
22. Светлина
23. Скобелево
24. Сталево
25. Странско
26. Черногорово
27. Ябылково